# Lexus ES
Lexus ES – samochód osobowy marki Lexus produkowany przez koncern Toyota Motor Corporation od 1989 roku. Przez lata m.in. w Ameryce Północnej i Australii auto oferowane było równolegle z podobnych wymiarów modelem GS, które ES końcowo zastąpiło. Od 2025 produkowana jest ósma generacja modelu, drugi raz w historii oferowana na całym świecie włącznie z Europą.

## Pierwsza generacja
Lexus ES I produkowany był w latach 1989 - 1991. Pojazd zaprezentowano podczas targów motoryzacyjnych w Detroit w styczniu 1989 roku.

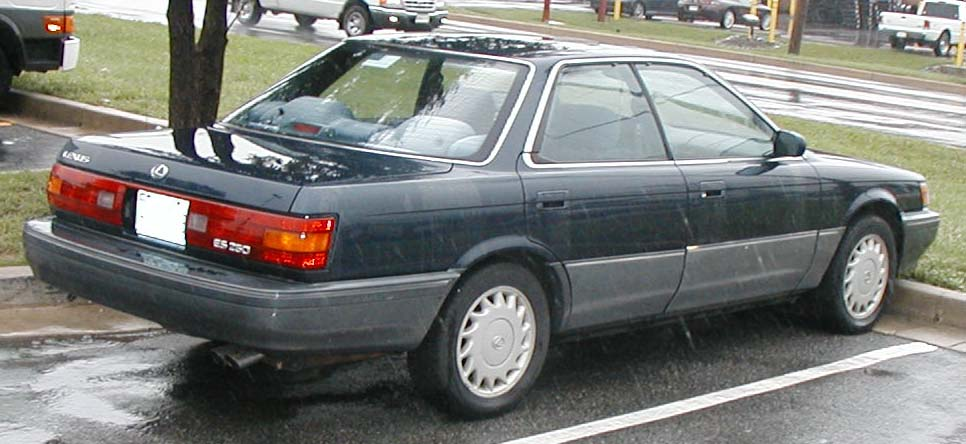
Tył ES I

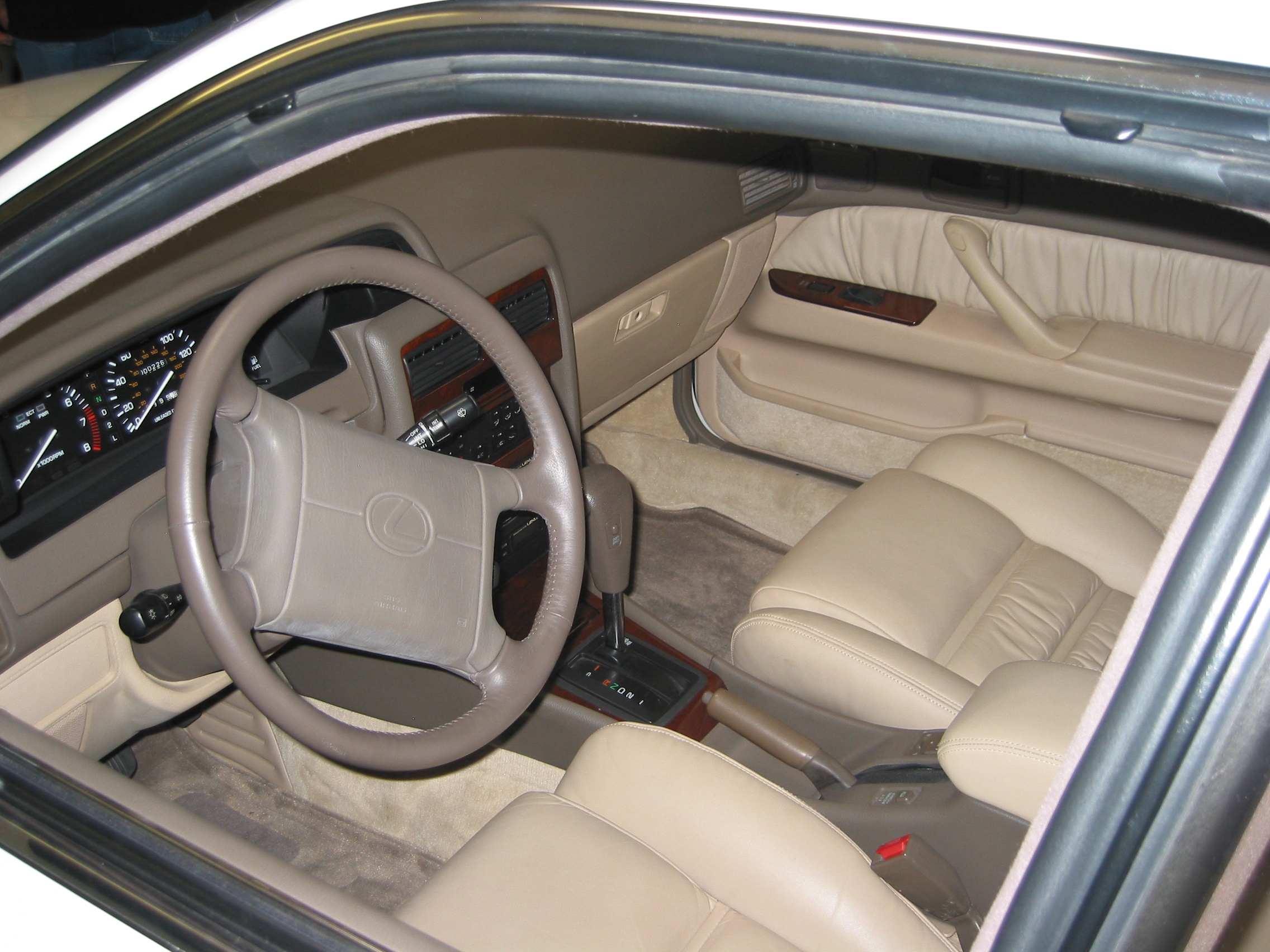
Wnętrze ES I

## Druga generacja
Lexus ES II produkowany był w latach 1991 - 1996. Wraz z drugą generacją przemianowano klasę pojazdu na średnią-wyższą.

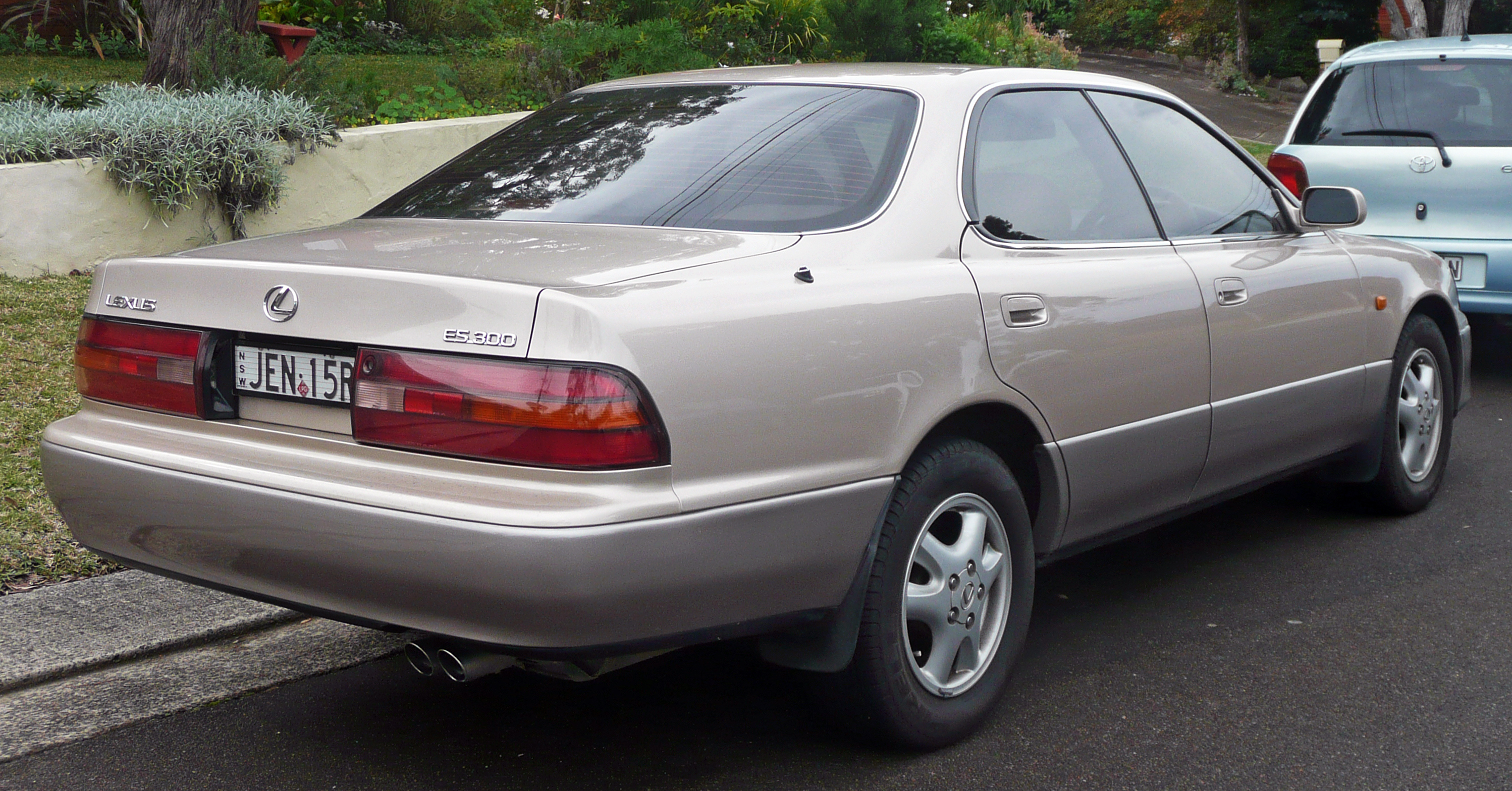
Tył ES II

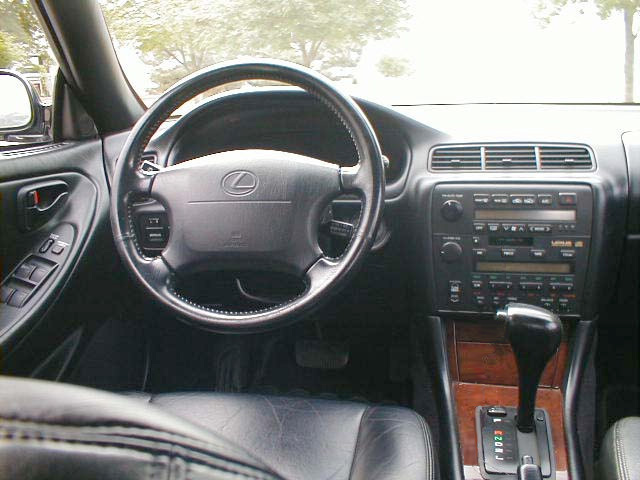
Wnętrze

## Trzecia generacja
Lexus ES III produkowany był w latach 1996 - 2001.

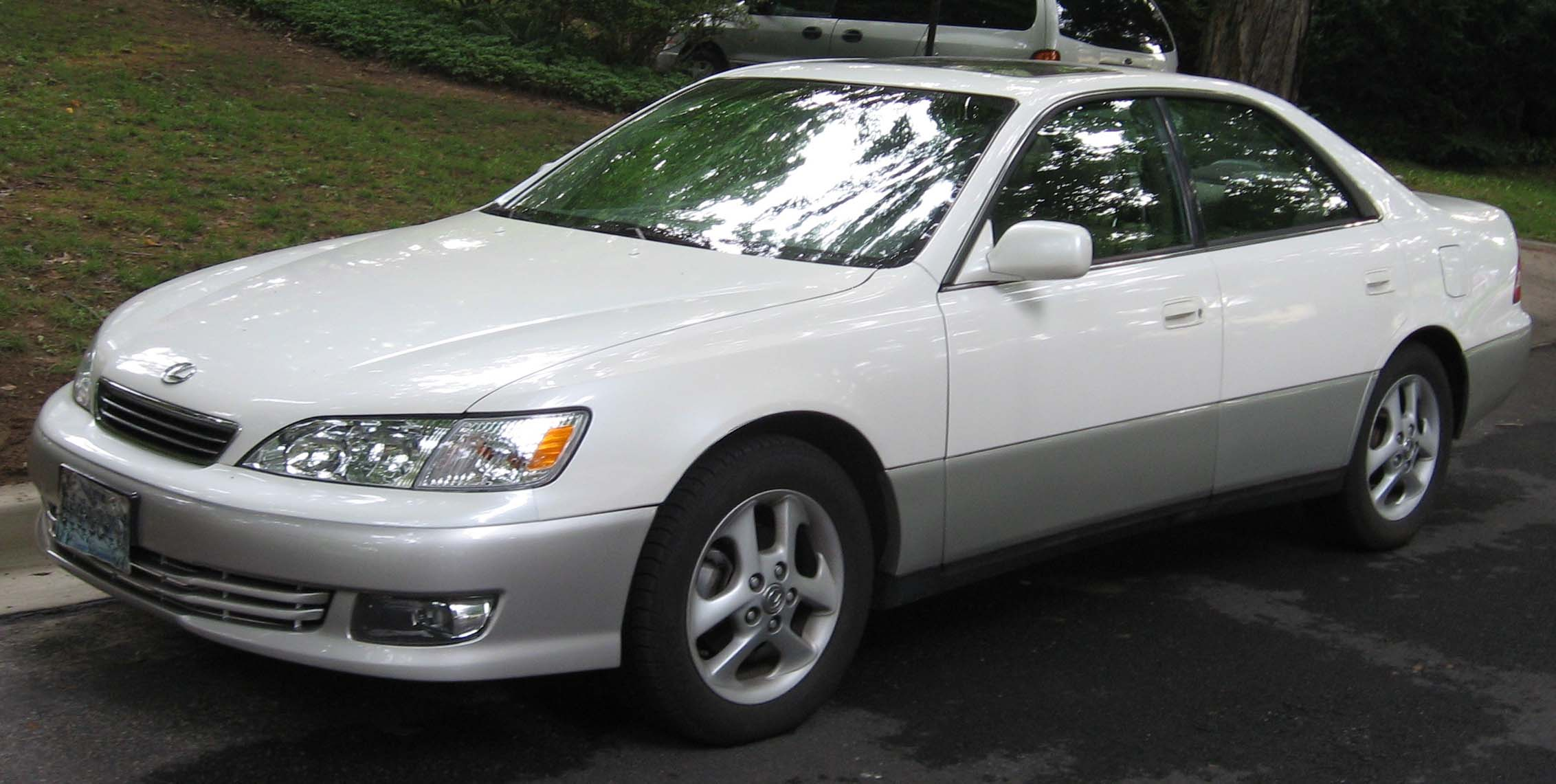
Lexus ES III po liftingu

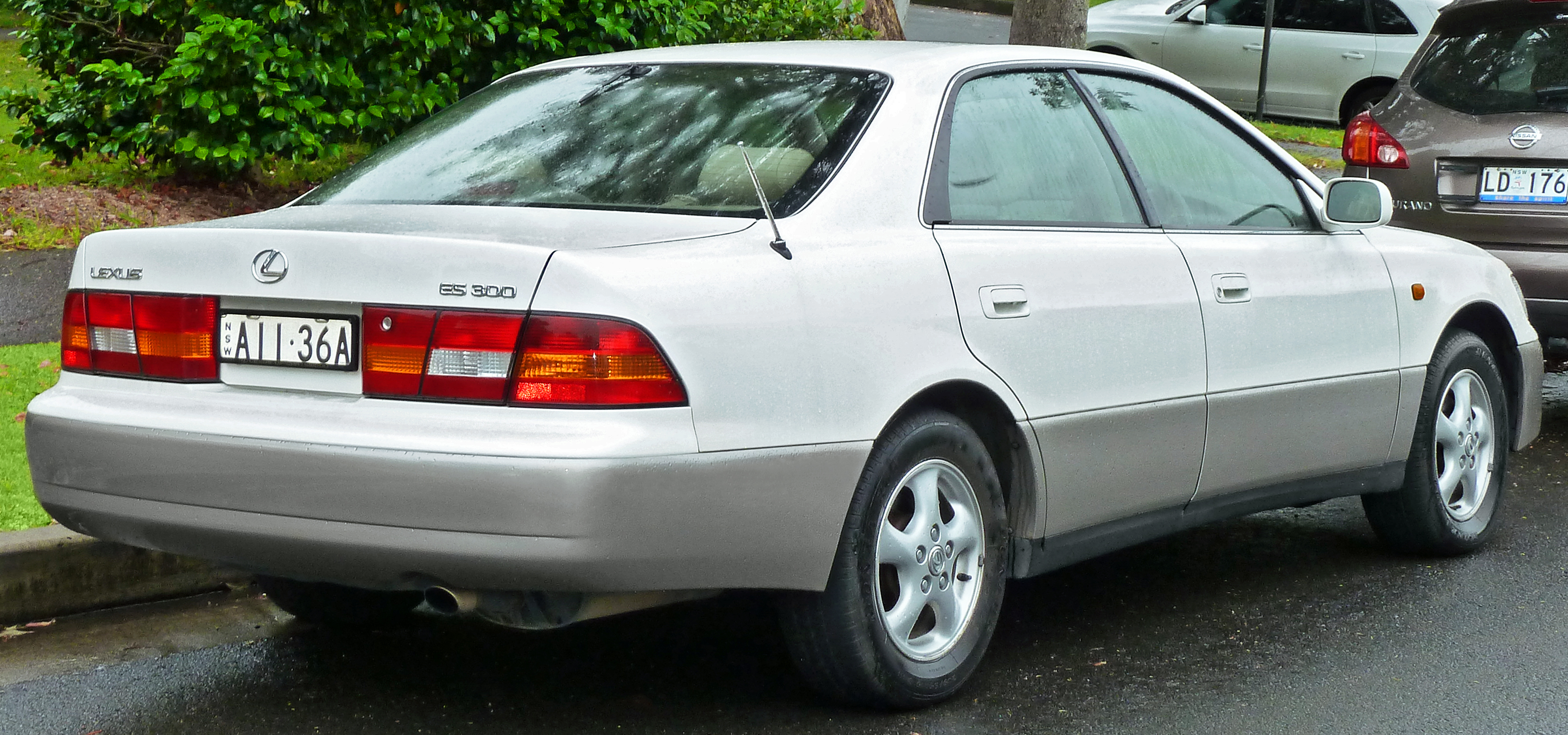
Tył ES III przed liftingiem

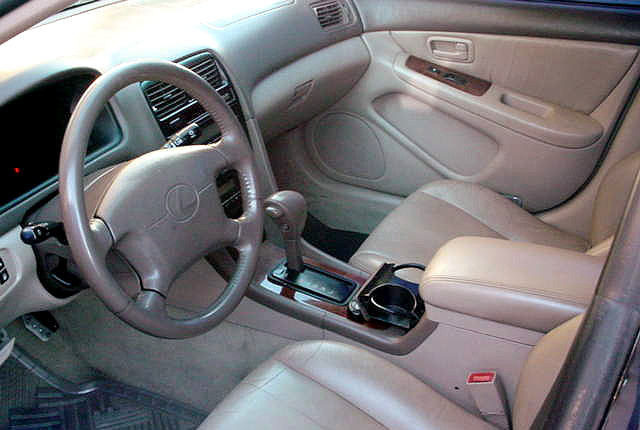
Wnętrze

## Czwarta generacja
Lexus ES IV produkowany był w latach 2001 - 2006.

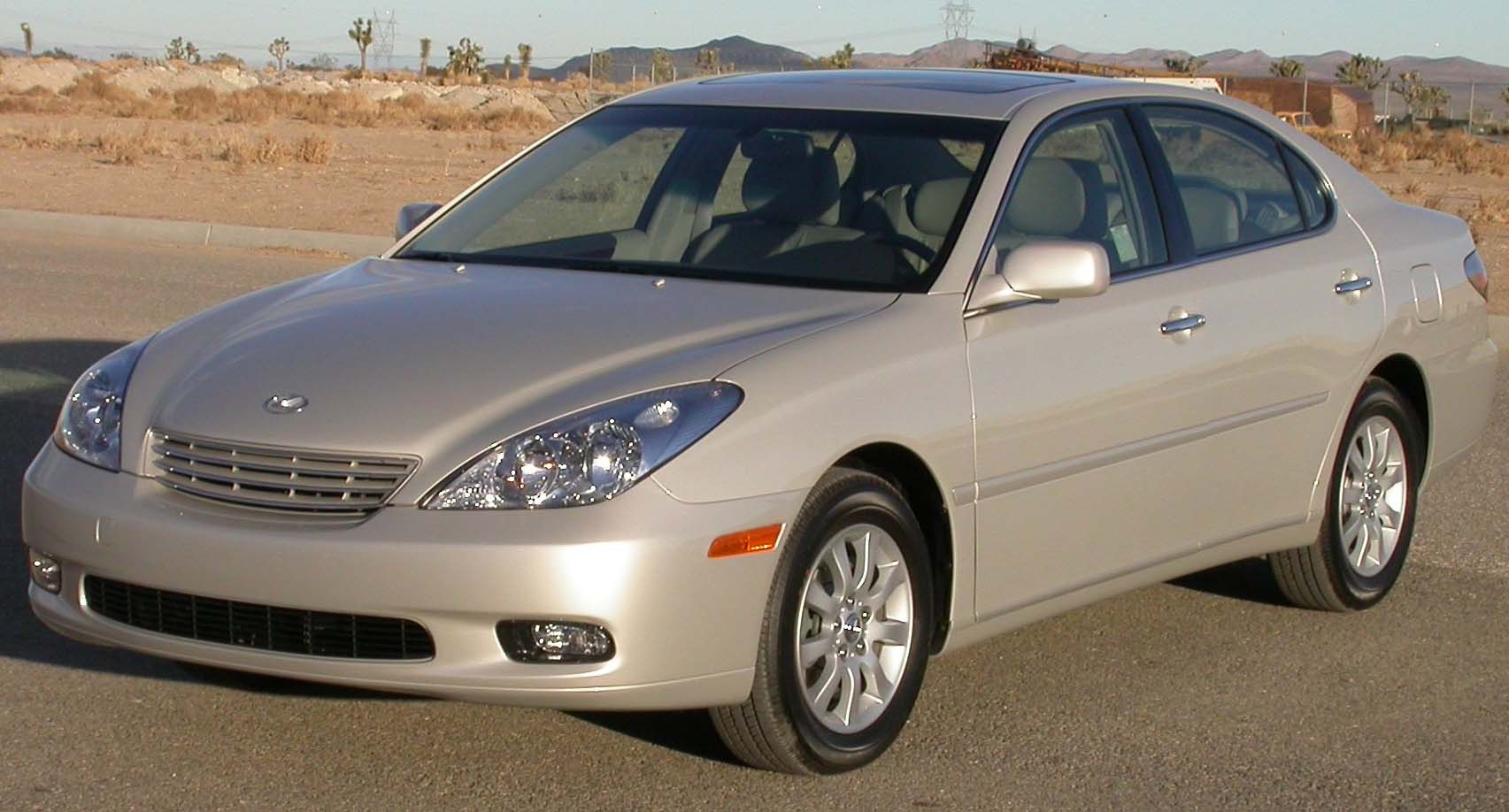
Lexus ES IV po liftingu

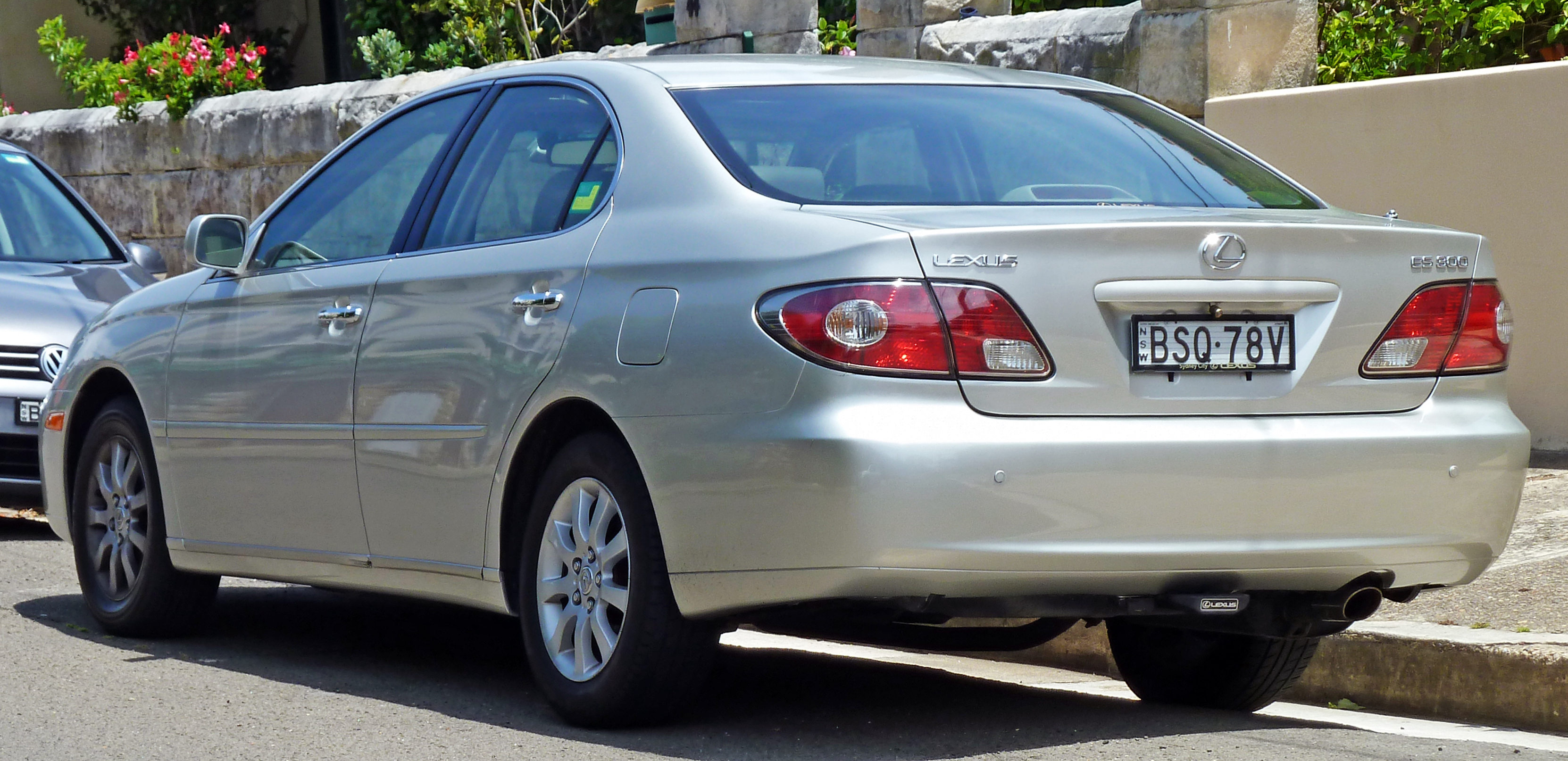
Tył ES IV przed liftingiem

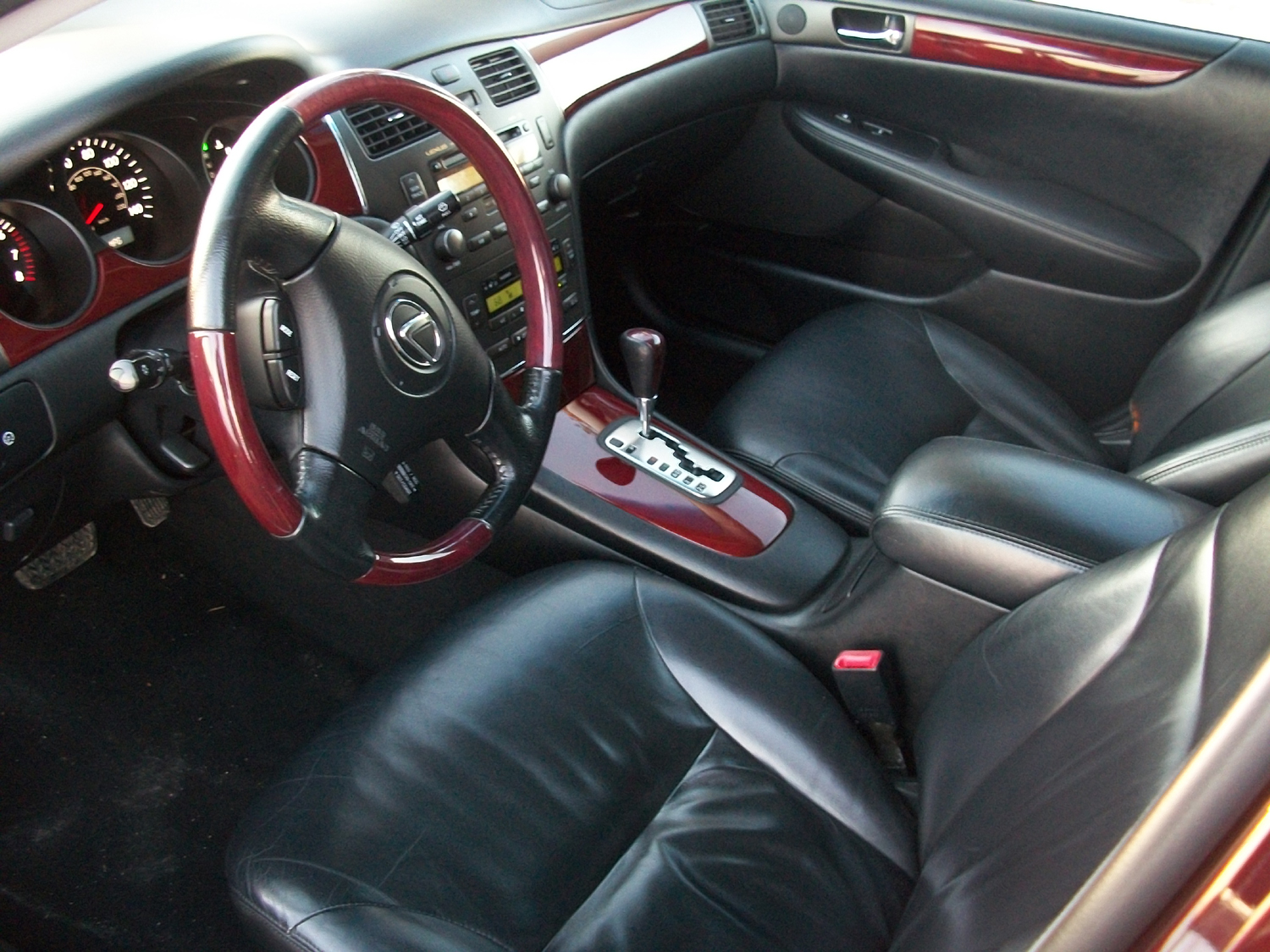
Wnętrze ES IV

## Piąta generacja
Lexus ES V produkowany był w latach 2006 - 2013.

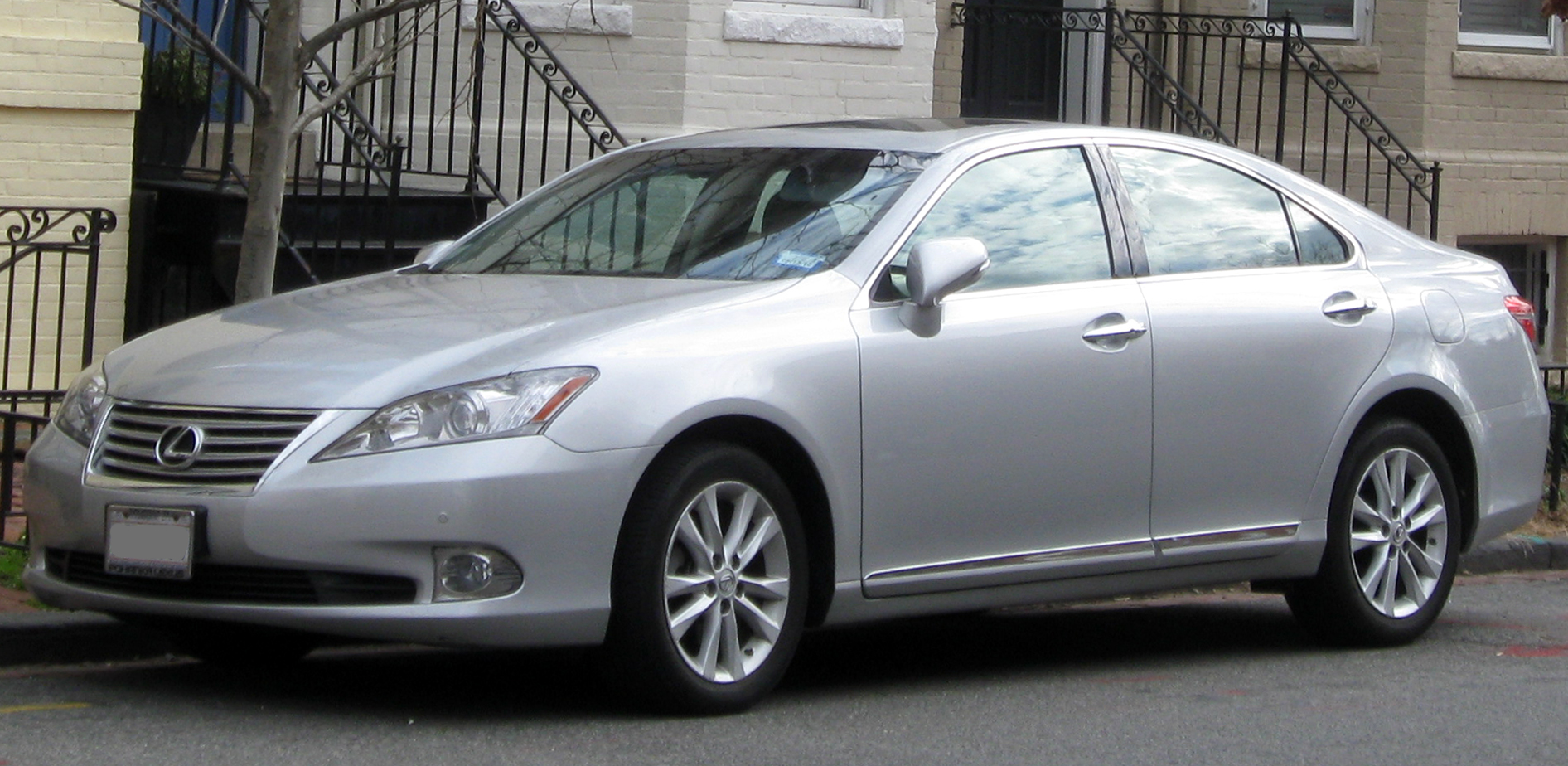
Lexus ES V po liftingu

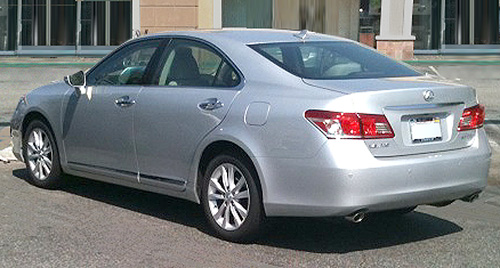
Tył ES V

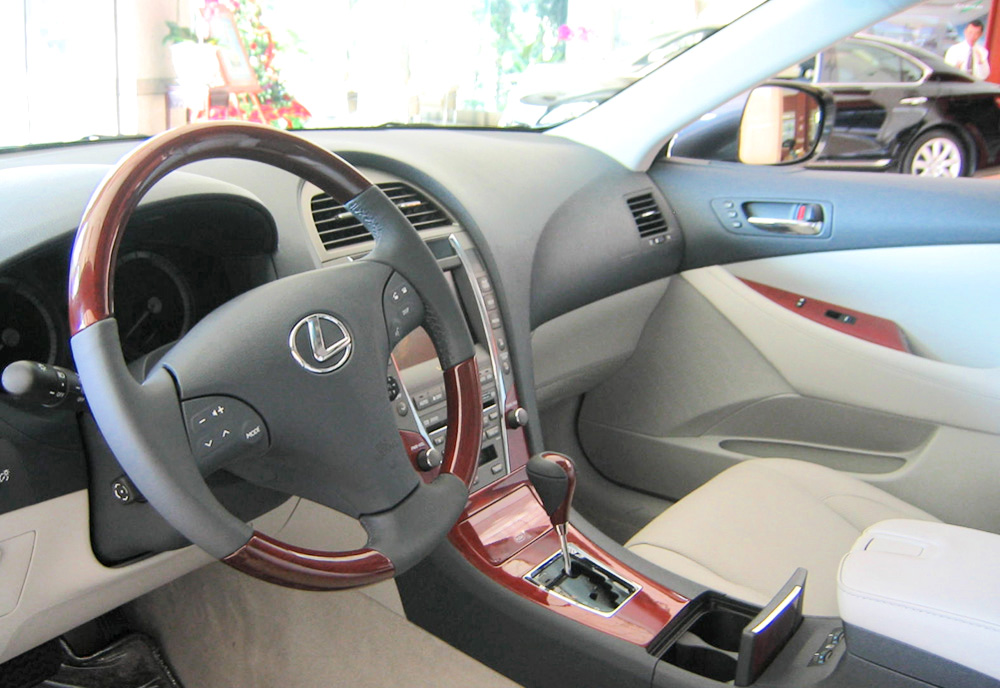
Wnętrz ES V

W 2009 auto przeszło facelifting. Auto otrzymało zmienione wloty powietrza, panoramiczny szklany dach (opcjonalnie w najuboższej wersji) oraz 17-calowe alufelgi. 

### Wersje wyposażeniowe
- Elegance
- Touring Edition - edycja limitowana

Standardowo pojazd wyposażony jest w system informacyjno-rozrywkowy G-BOOK, skórzane fotele, dwustrefową klimatyzację automatyczną, dysk twardy, nawigację satelitarną, 10 poduszek powietrznych, ABS oraz VSC.

## Szósta generacja

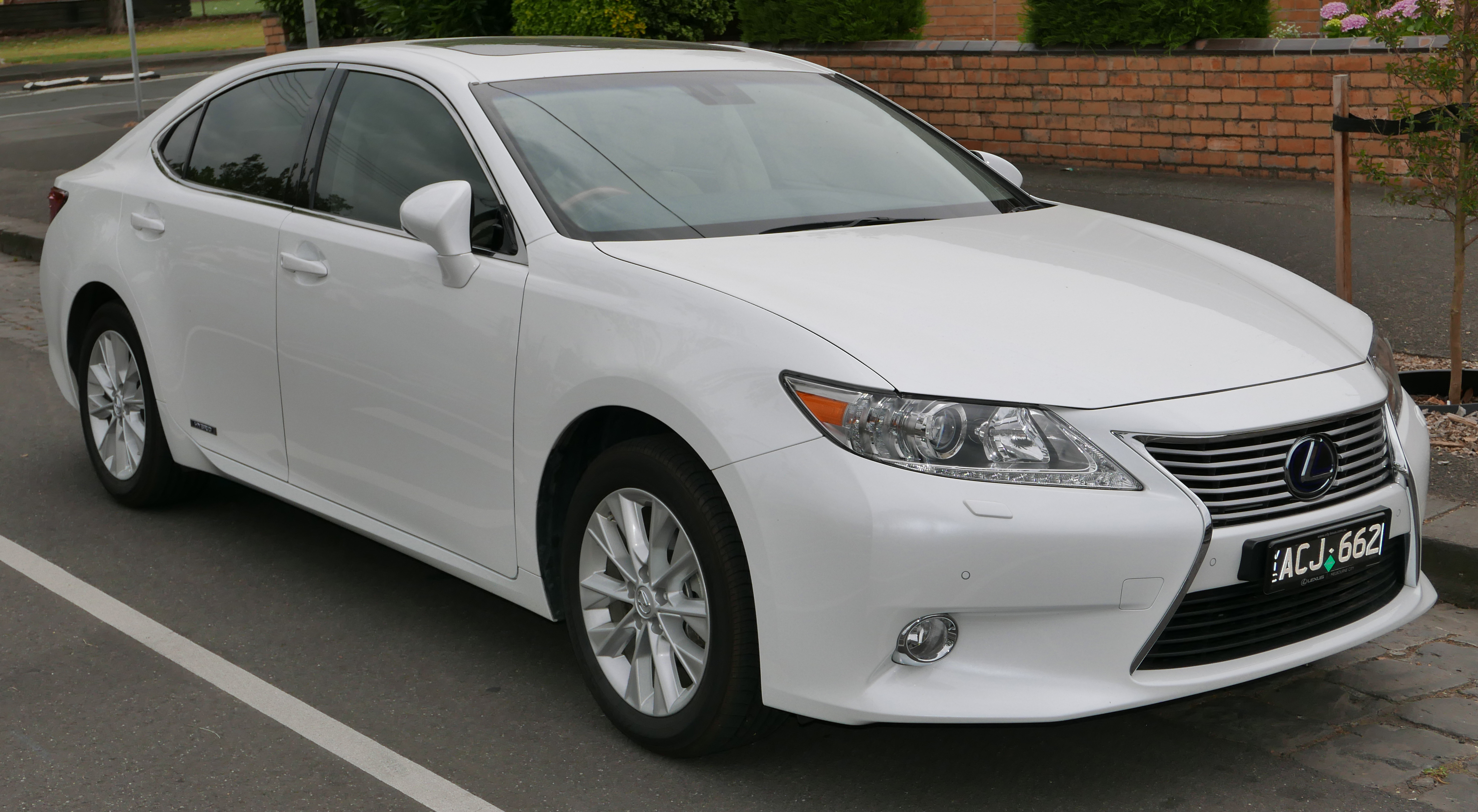
Lexus ES VI przed liftingiem

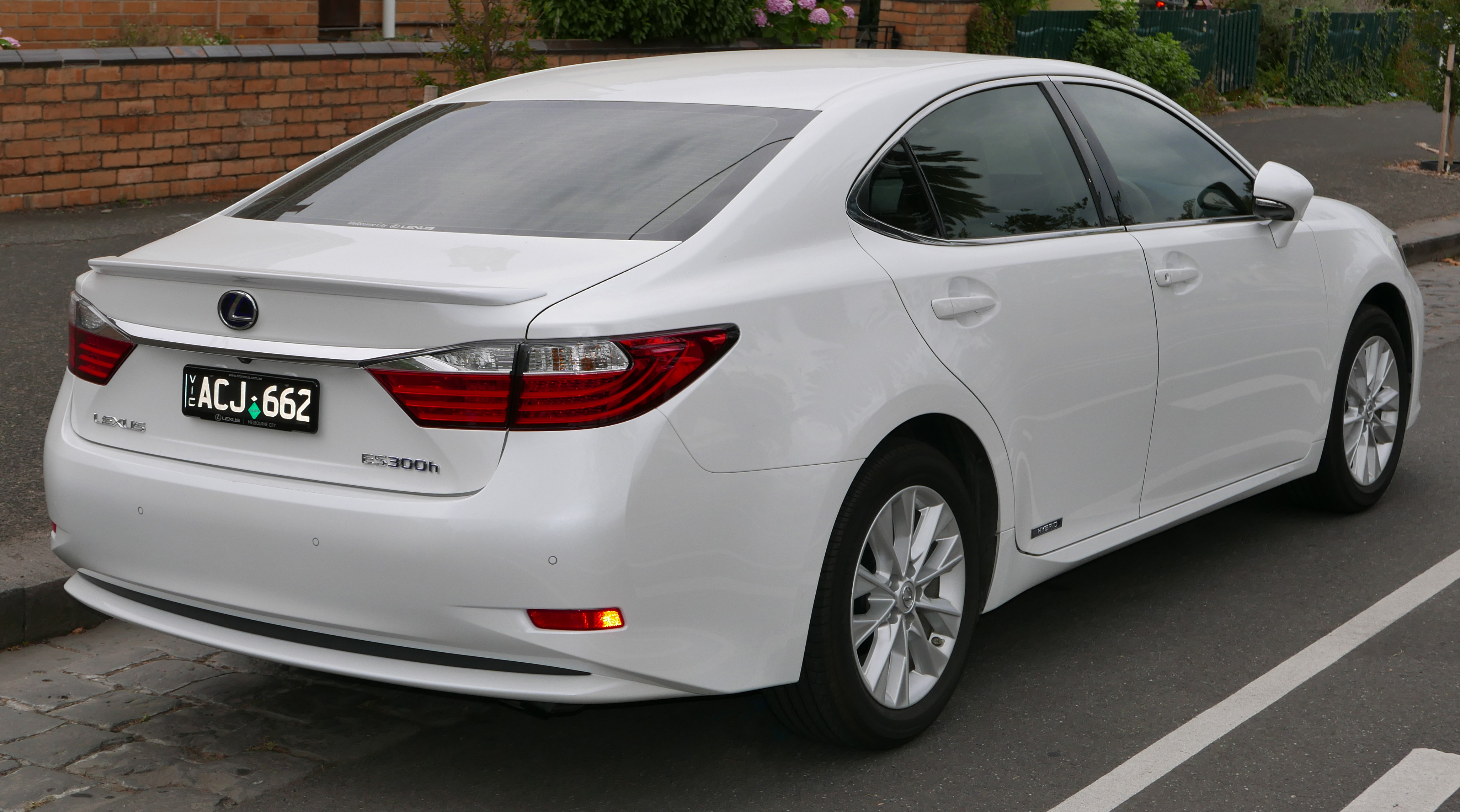
Lexus ES VI przed liftingiem

Lexus ES VI produkowany był w latach 2012 - 2018. Auto zadebiutowało podczas targów motoryzacyjnych w Nowym Jorku w kwietniu 2012. 
Pojazd posiada charakterystyczny dla nowych modeli marki przód z charakterystyczną atrapą chłodnicy i reflektorami wyposażonymi w światła do jazdy dziennej wykonane w technologii LED. Wnętrze pojazdu zaprojektowano od podstaw. 
Standardowe wyposażenie pojazdu obejmuje m.in. 7-calowy wyświetlacz systemu audio wyposażonego w Bluetooth. W 2015 auto przeszło face lifting. W przedniej części pojazdu przeprojektowano atrapę chłodnicy oraz dodano standardowo światła do jazdy dziennej w technologii LED, z tyłu natomiast pojawiły się nowe tylne lampy oraz chromowane końcówki układu wydechowego. W środku znajdziemy nowe koło kierownicy oraz inną  dźwignię zmiany biegów. Po liftingu w Lexusie ES mamy do wyboru kilka nowych systemów bezpieczeństwa: asystent toru jazdy, system zapobiegający kolizjom przy niskich prędkościach czy aktywny tempomat.

## Siódma generacja

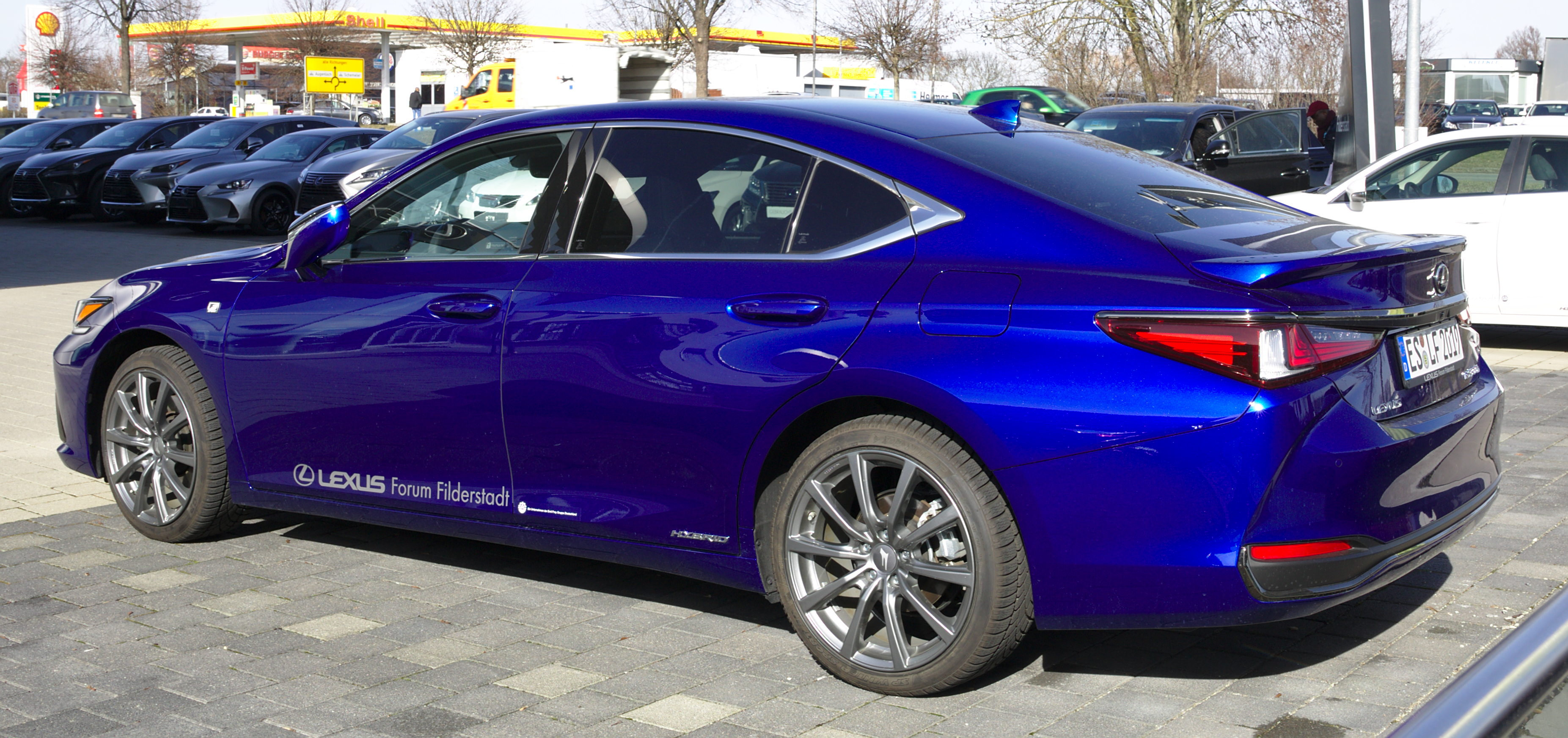
Lexus ES VII - tył

Lexus ES VII produkowany jest od 2018. Auto zadebiutowało po raz pierwszy 25 kwietnia 2018 na Salonie w Pekinie.
Siódme wcielenie ES-a przyniosło jednocześnie sporą rewolucję w gamie japońskiej marki. Model ten został wprowadzony na rynek europejski, w miejsce znajdującego się w tym samym segmencie, jednak pozycjonowanego wyżej GS-a. Samochód kontynuuje aktualny kierunek stylistyczny marki i podobnie, jak dotychczas produkowany będzie w Japonii na platformie GA-K, znanej również m.in. z Toyoty Camry. Specjalnie dla tego modelu opracowano nowe fotele. Prace nad nimi trwały trzy lata. 
Posiadacze samochodów wyprodukowanych od lipca 2018 do września 2019 mieli możliwość aktualizacji oprogramowania do obsługi Apple CarPlay i Android Auto. Aktualizacja została udostępniona w czerwcu 2020.    
Od końcówki 2018 na japońskim rynku Lexus ES 7. generacji jest dostępny z kamerami zamiast lusterek, z których obraz jest wyświetlany na ekranach we wnętrzu auta. To pierwszy w historii masowo produkowany samochód wyposażony w takie rozwiązanie. Od kwietnia 2020 auta ze wspominanym systemem będą dostępne również w Polsce.    
W połowie 2020 roku na amerykańskim rynku zadebiutował Lexus ES 250 w wariancie 250 AWD z 4-cylindrowym silnikiem benzynowym 2,5 litra o mocy 203 KM i 8-biegową automatyczną skrzynią biegów. To pierwsza wersja z napędem na cztery koła w historii modelu.     

### Lexus ES w Europie
W Europie Lexusa ES napędza 218-konny, hybrydowy układ napędowy czwartej generacji z 2,5-litrowym silnikiem benzynowym pracującym w cyklu Atkinsona i wodorkowo-niklowym akumulatorem trakcyjnym o zmniejszonym rozmiarze. W takiej wersji auto ma oznaczenie 300h. W odmianie F Sport samochód jest dostępny z adaptacyjnym zawieszeniem AVS, podobnym do tego zastosowanego w modelu LC. Lexus ES 7. generacji zdobył maksymalny wynik 5 gwiazdek w testach Euro NCAP. Łączna nota dla modelu to 86.25. Za wysoki rezultat odpowiada m.in. pakiet systemów bezpieczeństwa Lexus Safety System +, w skład którego wchodzi system ochrony przedzderzeniowej z funkcjami wykrywania rowerzystów, działającą w świetle dziennym, a także wykrywania pieszych w nocy. Samochód może być wyposażony w 17-głośnikowy system audio marki Mark Levinson z 265-milimetrowym subwooferem, największym zainstalowanym do tej pory w drogowym Lexusie.
W 2019 samochód zdobył nagrodę Fleet Awards Polska w kategorii najlepszego samochodu segmentu premium z napędem alternatywnym. A w badaniu ADAC Ecotest 2019 oceniającym zużycie paliwa i emisję spalin auto osiągnęło najlepszy wynik w klasie wyższej średniej. W 2020 Lexus ES zdobył najlepszy wynik w 31-letniej historii badania J.D. Power U.S. Vehicle Dependability Study uznawanego za jeden z najbardziej renomowanych rankingów niezawodności w branży motoryzacyjnej.

### Lexus ES 2021
W kwietniu 2021 Lexus zaprezentował odświeżoną wersję modelu ES. Pod względem stylistyki auto zmieniło się nieznacznie – najważniejszymi modyfikacjami są przeprojektowany grill i nowe światła główne. We wnętrzu uwagę zwraca nowy, dotykowy ekran multimediów. Samochód otrzymał również ulepszone systemy bezpieczeństwa czynnego w ramach pakietu Lexus Safety System + 2.5. Inżynierowie japońskiej marki poprawili działanie kamery i radaru, by poszerzyć zakres funkcjonowania systemu ochrony przedzderzeniowej. Samochód otrzymał również nowy układ Intersection Turn Assist, który zmniejsza ryzyko kolizji z pieszymi i innymi pojazdami na skrzyżowaniach. Kolejne zmiany to ulepszone aktywny tempomat i system utrzymywania pasa ruchu. Na liście wyposażenia po raz pierwszy znalazł się układ adaptacyjnych świateł drogowych BladeScan. Inżynierowie japońskiej marki poprawili również wydajność kamer cyfrowych lusterek bocznych – zapewniają wyraźniejszy obraz, a migotanie źródeł światła jest mniejsze.

### Lexus ES 2023
W czerwcu 2022 japoński producent zaprezentował Lexusa ES na rok modelowy 2023. Samochód otrzymał (znany z najnowszych odsłon modeli NX i RX) nowy system multimedialny z nawigacją w chmurze oraz asystentem głosowym Lexus Concierge. Zmiana wiąże się również z nowym projektem deski rozdzielczej. 

### Lexus ES 2025
W listopadzie 2024 zaprezentowano model po drugim liftingu. Samochód z przodu dostał nowe światła LED i przeprojektowany grill. Z tyłu pojawiła się ledowa listwa łącząca lampy. Największą nowością wnętrza jest ekran multimediów o przekątnej 14 cali. Odświeżony model trafił wyłącznie na chiński rynek.

## Ósma generacja

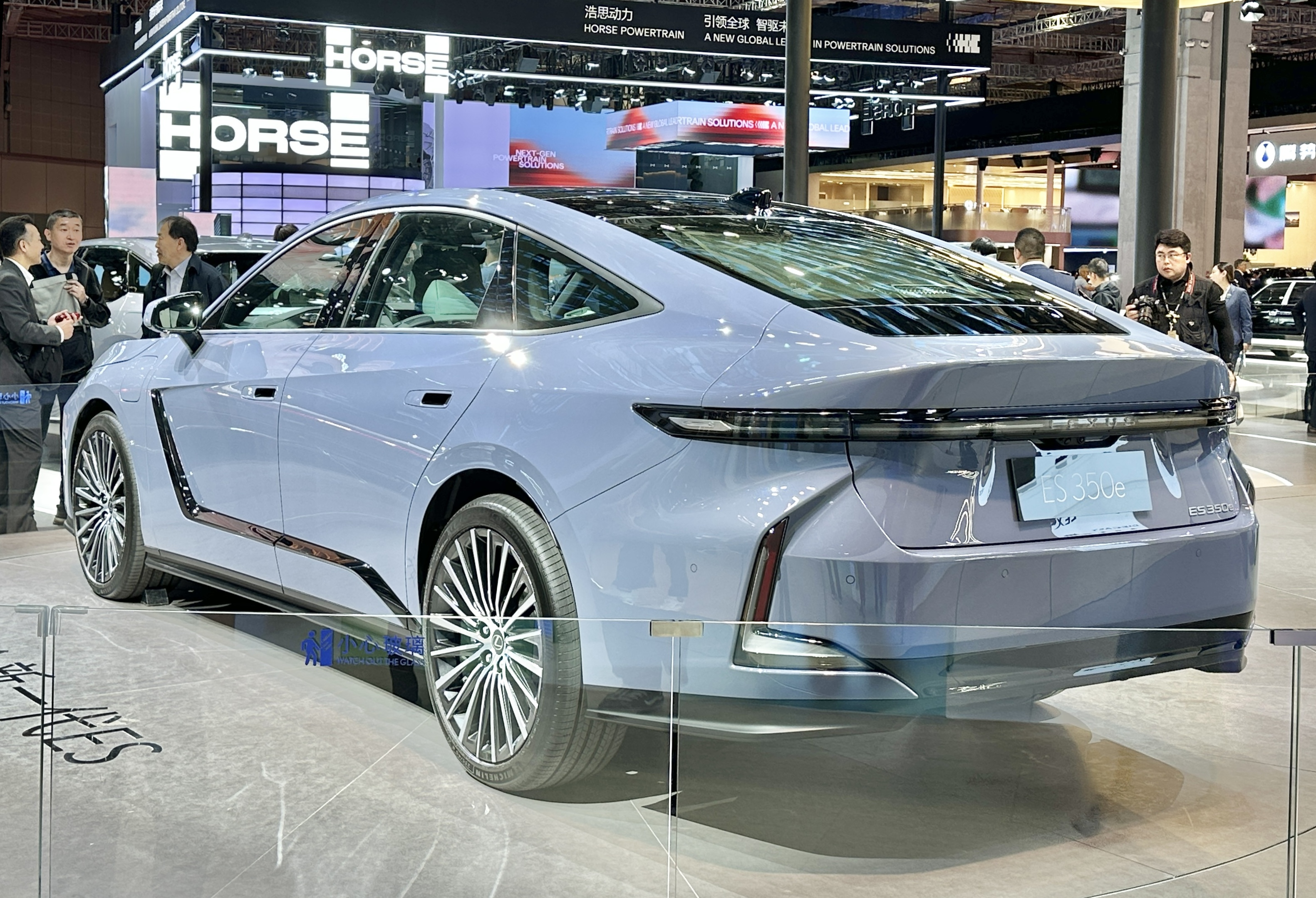
Lexus ES VIII - tył

Lexus ES VIII produkowany jest od 2025. Auto zadebiutowało po raz pierwszy na targach motoryzacyjnych w Pekinie w kwietniu 2025.
Podobnie jak poprzednik nowe wcielenie modelu będzie oferowane w Europie, gdzie sprzedaż rozpocznie się na początku 2026. Pojazd jest oparty na platformie TNGA-K, znanej m.in. z Toyoty Camry. 